# Limnophora incrassata
Limnophora incrassata är en tvåvingeart som beskrevs av Malloch 1919. Limnophora incrassata ingår i släktet Limnophora och familjen husflugor. Inga underarter finns listade i Catalogue of Life.